# فرديناند هوفر
فرديناند هوفر (بالألمانية: Ferdinand Hofer)‏ هو ممثل ألماني، ولد في 1993.

## وصلات خارجية
- فرديناند هوفر على موقع IMDb (الإنجليزية)
- فرديناند هوفر على موقع ألو سيني (الفرنسية)
- فرديناند هوفر على موقع أول موفي (الإنجليزية)
- فرديناند هوفر على موقع قاعدة بيانات الفيلم (الإنجليزية)
- فرديناند هوفر على موقع كينوبويسك (الروسية)